# 深増祐一
深増 祐一（ふかます ゆういち、5月19日 - ）は、日本の男性声優。宮崎県出身。ベルプロダクション所属。

## 人物
趣味は食べ歩き、カラオケ。特技は歌唱（男性・女性キーの一人二役）。資格は普通自動車運転免許。

## 出演

### ゲーム
- モンスターストライク
- ラピス・リ・アビス（2018年、改造屋、古の幻影）
- シェンムーIII（2019年）
- おすそわける メイド イン ワリオ（2021年、プチゲームの指令メッセージ）

### 吹き替え

#### 映画
- オーバーボード（船員）
- 奇跡の教室 受け継ぐ者たちへ（ウィリアム）
- ゴリラのアイヴァン（ウサギのマーフィー）
- ジャングル・クルーズ（ロシータ / オウム）
- DEAN/ディーン（ノア）
- PAN 〜ネバーランド、夢のはじまり〜（ステップス）
- Flinch（カラム、ルカ、ジェイソン、トム、アシュラフ、ボビー）
- LOVE（ディーン、ジェフリー）
- リービング・アフガニスタン（記者）

#### ドラマ
- エイリアンシッター ギャビー・デュラン（ウェスリー）
- NCIS: ニューオーリンズ シーズン3（船長）
- ザ・ルーキー 40歳の新米ポリス!?（スタンリー）
- ブラッド&トレジャー 伝説の秘宝（ガイド）
- レコニング〜深淵をのぞく者〜（ランディ・ソーザ）

#### アニメ
- おっはよー!アンクル・グランパ（ジェイク）
- Go! Go! コリーカーソン（経理のフィル、コールトレインさんの車掌車、ブレット）
- トゥカ&バーティー（フォスター）
- パワーパフガールズ（キッド142 ジョーイ、トサカ頭の少年、王様赤ん坊ヘビ）
- ヒルダの冒険
- ボージャック・ホースマン（受付、オリー）
- マオマオ ピュアハートのヒーロー（チャバム、ホストリッチ、チューメラン）

#### 人形劇
- ダーククリスタル: エイジ・オブ・レジスタンス（侍従長 / スケク・シル）
- フラグルロック